# Rainieria brunneipes
Rainieria brunneipes är en tvåvingeart som först beskrevs av Cresson 1938.  Rainieria brunneipes ingår i släktet Rainieria och familjen skridflugor. Inga underarter finns listade i Catalogue of Life.